# Diez de Abril
Diez de Abril es una localidad del estado mexicano de Morelos. Es parte del municipio de Ayala.

## Toponimia
El nombre de la localidad rinde homenaje a Emiliano Zapata, héroe de la Revolución mexicana. Su asesinato, ocurrido el 10 de abril de 1919 en la vecina localidad de Chinameca, es día de luto nacional.

## Demografía
| Gráfica de evolución demográfica |
|                                  |

| Censo | Población |
| ----- | --------- |
| 1990  | 501       |
| 2000  | 1655      |
| 2010  | 1531      |
| 2020  | 1460      |